# 1981 a vasúti közlekedésben
Ez a szócikk a 1981-ben történt vasúti eseményeket mutatja be.

## Magyarország

### Február
- Február 2. - Süttő és Neszmély között:  A 3591 sz. vonatból több kocsi siklott.
- Február 23. - Bp-Keleti pu.: Tolatás közben kisiklott egy kocsi.

### Április
- 04.03.Tatabánya-felső:BDt 326 A reggeli órákban Tatabánya-felső és Szár között fekve maradt egy tehervonat mozdonya, mert elment a hűtésvezérlése. A nyílt pályán álló vonat személyzete kb. fél óra után feloldotta a féket, gondolván, hogy a se-gélygép már a vonat végén van. Ez után a szerelvény lassan elkezdett visszagurulni, de a személyzet, mivel azt hitte, hogy a segélygép húzza őket nem is tett kísérletet a vonat megállítására. Tatabánya-felsőn nekiütköztek az induló, Komáromtól _ Kelenföldig közlekedő 827. sz. személyvonatnak. Ennek vezérlőkocsija kisiklott és felborult, második kocsija siklott, a harmadik megbillent. Egy nő meghalt, 24-en megsérültek.
- 04.20.Komárom: Az állomásról kihaladó 92. sz. vonatból több kocsi kisiklott.

### Május
- 05.11.Bp-Nyugati, teher pu.: M62 004 A teherpályaudvaron végzett tolatás közben több személykocsival ütközött.
- 05.29.Verőce Vác között: BDt 342  Jelzés figyelembe nem vétele miatt 18,20-kor a Nagymarosról Nyugatiba tartó 2111/b sz. személyvonat ráütközött az álló 44327 sz. tehervonat végére. A vezérlőkocsi jobb oldalára dőlve a töltésoldalban állt meg, több személykocsi kisiklott. A személyvonat mozdonyvezetője életveszélyes sérülésekkel került kórházba. Rajta kívül 32 személy sebesült meg.

### Június
- 06.02. Biatorbágy Budaörs között:  A 77. sz. vonatból kisiklott a 31 55 393 6144-6 sz. kocsi.
- 06.17.Sárvár: Személyvonatnak ütközött és felborult a tilos jelzés ellenére a sínekre hajtó osztrák kamion. Vezetője meghalt, a vonat utasai közül hatan megsérültek.

### Augusztus
- 08.23.Szabadegyháza:M61 012 Az 1908. sz. vonat az állomás Budapest felőli végén lévő útátjáróban egy lengyel személygépkocsi által vontatott lakókocsit.gázolt. Az ütközés következtében a pályakotró és a fővezeték sérült.
- 08.30. Ceglédbercel-Cserő Cegléd között:V43 1253  A vonattal közlekedő gép útátjáróban elgázolta egy gépkocsit.

### Szeptember
- 09.09.Galgaguta mh.: Egy Bzmot elgázolt egy gépkocsit.

### Október
- 10.12.Budapest-Keleti pu.: Késői fékezés miatt vágányzáró bakra ütközött egy vonat, 31 utas megsérült.

### November
- 11.30. Mohora, AS 479 sz. átjáró : Egy M47 mozdony 9,30-kor a Volán Ikarus 260 típusú Hatvan - Aszód - Balassagyarmat viszonylatban közlekedő autóbuszát elgázolta a 3 kocsis szerelvényvonatával. 17 halott, 53 sebesült, köztük a busz vezetője is. A mozdony kisiklott. Az autóbusz vezetője első fokon kilenc évet kapott, melyet a legfelsőbb bíróság nyolc és fél évre változtatott. A járművezetéstől örökre eltiltották.

### December
- 12.20.Örvényes Balatonudvari között: M61 001 A 725. sz. szelvényben az 1111. sz. vonat mozdonyának elejére döntött az erős szélvihar egy fát, amely megrongálta az orrkamrát, letörte a távvezérlő csatlakozófejet és a légfék végelzáróváltóját.